# Палаццо Спада
Палаццо Спада (итал. Palazzo Spada) — дворец в центре Рима, расположенный на площади Пьяцца Капо ди Ферро (Piazza Capo di Ferrо) в квартале Регола, поблизости от Палаццо Фарнезе. Дворец имеет сад с видом на реку Тибр. Знаменит коллекцией произведений живописи — Галереей Спада. В 1927 году дворец был приобретен итальянским государством, в его залах заседает Государственный совет Италии.

## История
В 1540 году кардинал Джироламо Реканати Каподиферро решил построить в Риме собственный дом и пригласил в качестве архитектора Бартоломео Баронино из Казале-Монферрато. Скульптор Джулио Маццони с помощниками выполнили наружный и внутренний скульптурный декор. Строительство велось в 1548—1550 годах.
В 1559 году после смерти кардинала дворец перешёл к его племяннику Пьетро Паоло Миньянелли, а в 1632 году был приобретён кардиналом Бернардино Спада. Желая превратить палаццо в роскошную семейную резиденцию, новый владелец предпринял дорогостоящую реконструкцию, руководить которой было поручено одному из лучших архитекторов своего времени — Франческо Борромини.

## Архитектура

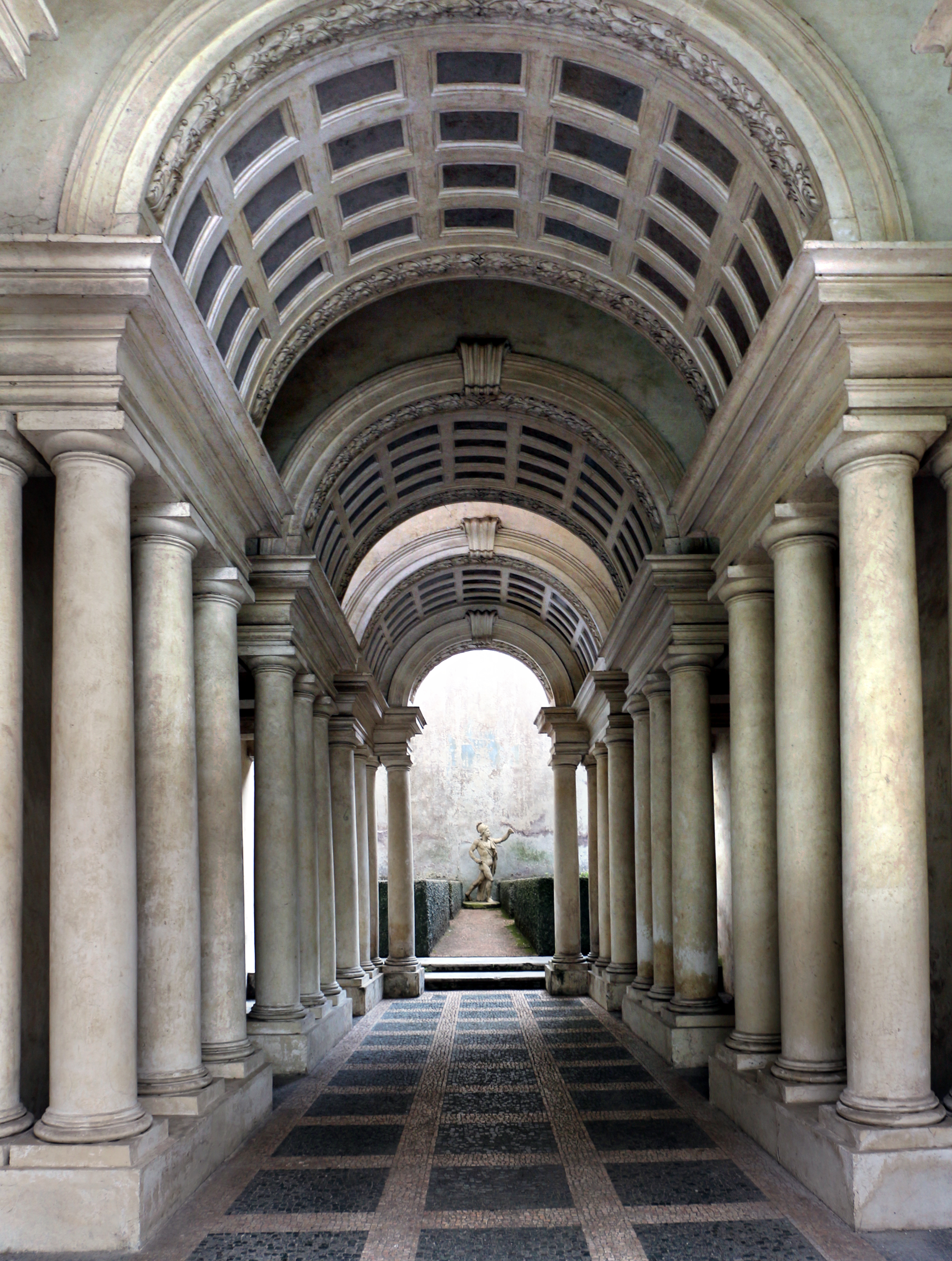
Перспектива Борромини. 1652—1653

Северо-восточный фасад Палаццо Спада примечателен богатым скульптурным декором. Первый этаж оформлен рустом. На втором этаже в межоконных простенках устроены ниши, в которых размещены статуи, представляющие выдающихся людей античного Рима: Траян, Помпей, Квинт Фабий Максим, Ромул, Нума Помпилий, Марцелл, Октавиан Август и Гай Юлий Цезарь. Пространство третьего этажа заполнено лепными фигурами кариатид и щитодержателей с гербами, гирляндами и круглыми медальонами с повторяющимся геральдическим изображением собаки у пылающей колонны и латинским девизом первого владельца дворца, кардинала Каподиферро: «Utroque Tempore» («Каждый раз (постоянно)»), символизирующих преданность католической церкви (заимствован из ветхозаветной книги «Исход»; Исх. 29: 38). В центре фасада, над входным порталом — герб семьи Спада с тремя мечами (итал. spada — меч).
На уровне последнего, четвёртого этажа, между окнами находятся восемь табличек с надписями о деяниях исторических личностей, статуи которых расположены ниже. Похожим образом оформлены дворовые фасады, с той разницей, что в нишах помещены фигуры античных богов и героев: Венеры, Геркулеса, Марса, Юноны, Минервы, Прозерпины, Амфитриты, Нептуна, Меркурия и Плутона. Здание является памятником периода позднего Возрождения, а скульптурную декорацию, созданную позднее, в 1636—1614 годах, относят к искусству римского маньеризма.

## Перспектива Борромини
Из дворика открывается вид на знаменитую «Перспективу Борромини» — галерею длиной 8,82 метра, которая благодаря точно рассчитанному перспективному эффекту кажется намного длиннее: около 35 метров. Оптическая иллюзия достигается схождением планов: пол приподнимается, свод постепенно опускается, кессоны свода последовательно уменьшаются, боковые колоннады сужаются таким образом, что создают перспективную точку схода в центре светящегося проёма в конце галереи, и установленная в конце галереи статуя Меркурия размером 60 сантиметров кажется выше человеческого роста.
Галерея создана в 1652—1653 годах по желанию кардинала Спада, она представляет собой типичную для периода маньеризма причуду, призванную удивлять гостей хозяина, и относится к жанру обманки, или тромплёя (фр. trompe-l'œil — «обманчивый глаз», «обманчивая видимость»). Архитектор Борромини использовал идеи и расчёты монаха ордена августинцев, математика и архитектора Джованни Мариа ди Битонто.